# Canton de Saint-Junien
Le canton de Saint-Junien est une circonscription électorale française située dans le département de la Haute-Vienne et la région Nouvelle-Aquitaine.

## Histoire
Créé au XIXe siècle, le canton est supprimé par le décret no 73-821 du 16 août 1973 créant les cantons de Saint-Junien-Est et Saint-Junien-Ouest.
Un nouveau découpage territorial de la Haute-Vienne entre en vigueur à l'occasion des élections départementales de mars 2015, défini par le décret du 13 février 2014, en application des lois du 17 mai 2013 (loi organique 2013-402 et loi 2013-403). Les conseillers départementaux sont, à compter de ces élections, élus au scrutin majoritaire binominal mixte. Les électeurs de chaque canton élisent au Conseil départemental, nouvelle appellation du Conseil général, deux membres de sexe différent, qui se présentent en binôme de candidats. Les conseillers départementaux sont élus pour 6 ans au scrutin binominal majoritaire à deux tours, l'accès au second tour nécessitant 12,5 % des inscrits au 1er tour. En outre la totalité des conseillers départementaux est renouvelée. Ce nouveau mode de scrutin nécessite un redécoupage des cantons dont le nombre est divisé par deux avec arrondi à l'unité impaire supérieure si ce nombre n'est pas entier impair, assorti de conditions de seuils minimaux. En Haute-Vienne, le nombre de cantons passe ainsi de 42 à 21. Le canton de Saint-Junien est recréé par ce décret.
Il est formé de Saint-Junien et de communes des anciens cantons de Saint-Junien-Est et de Saint-Junien-Ouest. Il est entièrement inclus dans l'arrondissement de Rochechouart. Le bureau centralisateur est situé à Saint-Junien.

## Représentation

### Conseillers généraux de 1833 à 1973
| Période | Période         | Identité                                                     | Étiquette         | Qualité |
| ------- | --------------- | ------------------------------------------------------------ | ----------------- | --- |
| 1833    | 1839 (décès)    | Léonard-Jules Codet-Boisse (1785-1839)                       |                   | Médecin, conseiller municipal de Saint-Junien |
| 1839    | 1852            | Mathieu-Joseph Codet-Boisse (frère du précédent) (1791-1859) |                   | Médecin, maire de Saint-Junien |
| 1852    | 1877 (décès)    | Jacques-Théodore Pouliot (1808-1877)                         | Républicain       | Médecin à Saint-Junien |
| 1877    | 1883 (décès)    | Étienne Pouliot (fils du précédent)                          | Républicain       | Docteur en médecine à Saint-Junien Député (1880-1881 et 1882-1883)                                                                               |
| 1883    | 1894 (décès)    | Lucien Dumas (1846-1894)                                     | Républicain       | Industriel Maire de Saint-Junien (1884-1894) |
| 1895    | 1919            | Pierre Codet                                                 | Rad.              | Industriel Sénateur (1921-1924) Maire de Saint-Junien (1895-1904)                                                                                |
| 1919    | 1922            | Joseph Lasvergnas (1882-1941)                                | SFIO puis PC-SFIC | Ouvrier gantier Maire de Saint-Junien (1919-1940)                                                                                                |
| 1922    | 1926 (décès)    | Antoine Vignaud Dupuy de Saint-Florent                       | RG                | Médecin à Saint-Junien |
| 1926    | 1940 (suspendu) | Joseph Lasvergnas                                            | PC-SFIC           | Ouvrier gantier Maire de Saint-Junien (1919-1940), conseiller d'arrondissement Déchu en 1940 (Décret Daladier)                                   |
|         |                 |                                                              |                   | |
| 1942    | 1945            | Émile Gibouin (1871-1952)                                    |                   | Industriel Maire de Saint-Junien Nommé conseiller départemental en 1942                                                                          |
|         |                 |                                                              |                   | |
| 1945    | 1967            | Albert Tindon                                                | PCF               | Ouvrier gantier Conseiller municipal de Saint-Junien                                                                                             |
| 1967    | 1973            | Roland Mazoin                                                | PCF               | Gérant de coopérative ouvrière de production Député (1981-1986) Maire de Saint-Junien (1965-2001) Elu en 1973 dans le Canton de Saint-Junien-Est |

### Conseillers d'arrondissement (de 1833 à 1940)
Le canton de Saint-Junien avait deux conseillers d'arrondissement.
| Période                                  | Période | Identité                                          | Étiquette | Qualité |
| ---------------------------------------- | ------- | ------------------------------------------------- | --------- | --- |
| 1833                                     | 1848    | Jean-Baptiste Amédée Chabodie-Dupérat (du Peyrat) |           | Juge de paix à Saint-Junien                                                                                 |
| 1833                                     | 1839    | Joseph Chaumont                                   |           | Adjoint au maire de Saint-Junien                                                                            |
| 1839                                     | 1842    | Augustin Codet (1791-1871)                        |           | Médecin à Saint-Junien                                                                                      |
| 1842                                     | 1845    | M. Roche                                          |           | Médecin à Saint-Junien                                                                                      |
| 1845                                     | 1848    | Jacques Théodore Pouliot (1808-1877)              |           | Médecin à Saint-Junien                                                                                      |
|                                          |         |                                                   |           | |
| 1919                                     | 1925    | Joseph Beau (1870-1944)                           | SFIO      | Sabotier, négociant, maire d'Oradour-sur-Glane (1919-1944) Victime du Massacre d'Oradour-sur-Glane          |
| 1919                                     |         | Jacques Teillet                                   | SFIO      | Manufacturier à Saint-Junien                                                                                |
| 1925                                     | 1926    | Joseph Lasvergnas                                 | PC-SFIC   | Ouvrier gantier, maire de Saint-Junien (1919-1940, ancien conseiller général                                |
| 1926                                     | 1940    | Paul Gaudy                                        | PC-SFIC   | Ouvrier gantier, adjoint au maire de Saint-Junien Déchu en 1940                                             |
| 1931                                     | 1940    | Auguste Gagne                                     | PC-SFIC   | Agriculteur, adjoint au maire de Saint-Junien Déchu en 1940                                                 |
| 1940                                     |         |                                                   |           | Les conseils d'arrondissement ont été suspendus par la loi du 12 octobre 1940 et n'ont jamais été réactivés |
| Les données manquantes sont à compléter. |         |                                                   |           | |

### Conseillers départementaux depuis 2015
| Période élective | Période élective | Mandat | Mandat   | Identité       | Nuance | Nuance | Qualité |
| ---------------- | ---------------- | ------ | -------- | -------------- | ------ | ------ | --- |
| 2015             | 2021             | 2015   | 2021     | Sylvie Tuyeras |        | PCF    | Assistante sociale Maire de Saint-Brice-sur-Vienne (2001-2020) |
| 2015             | 2021             | 2015   | 2021     | Pierre Allard  |        | FG     | Cadre supérieur Maire de Saint-Junien depuis 2001 Ancien conseiller général du Canton de Saint-Junien-Ouest (2001-2015)                                                                            |
| 2021             | 2028             | 2021   | en cours | Pierre Allard  |        | DVG    | Maire de Saint-Junien (2001-2024), Président de la Communauté de communes Porte Océane du Limousin, membre d'ADS 2ème vice-président du conseil départemental, chargé des finances départementales |
| 2021             | 2028             | 2021   | en cours | Sylvie Tuyeras |        | PCF    | Retraitée, conseillère sortante, 7ème vice-présidente du conseil départemental, chargée de l'insertion et du logement                                                                              |

### Résultats détaillés

#### Élections de mars 2015
À l'issue du 1er tour des élections départementales de 2015, deux binômes sont en ballottage : Pierre Allard et Sylvie Tuyeras (FG, 49,48 %) et Jessy Arnaud et Émilie Fournier (FN, 21,29 %). Le taux de participation est de 59,6 % (9 160 votants sur 15 370 inscrits) contre 57,81 % au niveau départemental et 50,17 % au niveau national.
Au second tour, Pierre Allard et Sylvie Tuyeras (FG) sont élus avec 71,47 % des suffrages exprimés et un taux de participation de 59,04 % (5 788 voix pour 9 075 votants et 15 371 inscrits).

#### Élections de juin 2021
Le premier tour des élections départementales de 2021 est marqué par un très faible taux de participation (33,26 % au niveau national). Dans le canton de Saint-Junien, ce taux de participation est de 38,68 % (5 984 votants sur 15 469 inscrits) contre 37,25 % au niveau départemental. À l'issue de ce premier tour, deux binômes sont en ballottage : Pierre Allard et Sylvie Tuyeras (Union à gauche, 54,66 %) et Line Coltel et Frédéric Dauvergne (binôme écologiste, 24,98 %).
Le second tour des élections est marqué une nouvelle fois par une abstention massive équivalente au premier tour. Les taux de participation sont de 34,36 % au niveau national, 38,38 % dans le département et 38,15 % dans le canton de Saint-Junien. Pierre Allard et Sylvie Tuyeras (Union à gauche) sont élus avec 65,22 % des suffrages exprimés (3 378 voix pour 5 903 votants et 15 473 inscrits),,. 

## Composition

### Composition avant 1973
Le canton était formé de huit communes :
- Chaillac-sur-Vienne,
- Javerdat,
- Oradour-sur-Glane,
- Saillat-sur-Vienne,
- Saint-Brice-sur-Vienne,
- Saint-Junien,
- Saint-Martin-de-Jussac,
- Saint-Victurnien.

### Composition depuis 2015
Le canton de Saint-Junien comprend désormais huit communes entières.
| Nom                                  | Code Insee | Intercommunalité            | Superficie (km2) | Population (dernière pop. légale) | Densité (hab./km2) | Modifier                                    |
| ------------------------------------ | ---------- | --------------------------- | ---------------- | --------------------------------- | ------------------ | ------------------------------------------- |
| Saint-Junien (bureau centralisateur) | 87154      | CC Porte Océane du Limousin | 56,82            | 11 382 (2022)                     | 200                | modifier les données · modifier les données |
| Chaillac-sur-Vienne                  | 87030      | CC Porte Océane du Limousin | 15,14            | 1 253 (2022)                      | 83                 | modifier les données · modifier les données |
| Javerdat                             | 87078      | CC Porte Océane du Limousin | 25,52            | 702 (2022)                        | 28                 | modifier les données · modifier les données |
| Oradour-sur-Glane                    | 87110      | CC Porte Océane du Limousin | 38,16            | 2 517 (2022)                      | 66                 | modifier les données · modifier les données |
| Saillat-sur-Vienne                   | 87131      | CC Porte Océane du Limousin | 6,29             | 826 (2022)                        | 131                | modifier les données · modifier les données |
| Saint-Brice-sur-Vienne               | 87140      | CC Porte Océane du Limousin | 20,85            | 1 651 (2022)                      | 79                 | modifier les données · modifier les données |
| Saint-Martin-de-Jussac               | 87164      | CC Porte Océane du Limousin | 14,40            | 567 (2022)                        | 39                 | modifier les données · modifier les données |
| Saint-Victurnien                     | 87185      | CC Porte Océane du Limousin | 21,04            | 1 767 (2022)                      | 84                 | modifier les données · modifier les données |
| Canton de Saint-Junien               | 8719       |                             | 198,22           | 20 665 (2022)                     | 104                | modifier les données                        |

## Démographie
En 2022, le canton comptait 20 665 habitants, en évolution de +1,25 % par rapport à 2016 (Haute-Vienne : −0,68 %, France hors Mayotte : +2,11 %).
| 2013   | 2018   | 2022   |
| ------ | ------ | ------ |
| 20 423 | 20 508 | 20 665 |